# رامسوایم تیلرتال
رامسوایم تیلرتال (به آلمانی: Ramsau im Zillertal) یک منطقهٔ مسکونی در اتریش است که در شواس واقع شده‌است. رامسوایم تیلرتال ۸٫۹۶ کیلومتر مربع مساحت دارد ۶۰۴ متر بالاتر از سطح دریا واقع شده‌است.